# 김경숙 (1958년)
김경숙(1958년 ~ 1979년 8월 11일)은 대한민국의 노동 운동가이다. <YH 무역>의 부당한 회사 폐업 조치에 항의하다가 경찰의 강제 진압 과정에서 1979년 추락사하였다.  <YH 무역>의 노조위원장으로서 파업을 이끌었던 최순영(崔順永)은 제17대 국회의원이 되었고 <김경숙열사 기념사업회>를 발족시켜 노동운동에 헌신한 사람에게 '김경숙상'을 수여함으로써 김경숙의 뜻을 이어갔다.

## 같이 보기
- YH 사건